# كارل دونبار
كارل دونبار (بالإنجليزية: Karl Dunbar)‏ هو لاعب كرة قدم أمريكية أمريكي، ولد في 18 مايو 1967 في أوبلوساس في الولايات المتحدة.

## وصلات خارجية
- كارل دونبار على موقع مرجع كرة القدم المحترفة.كوم (الإنجليزية)